# Parviz Pourhosseini

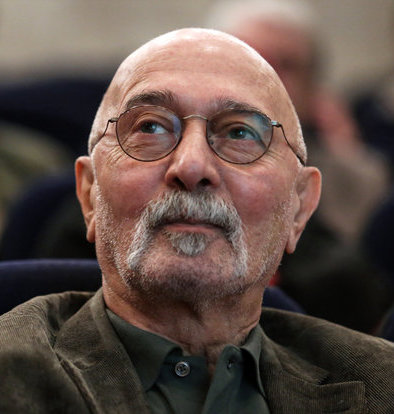
Parviz Pourhosseini (2017)

Parviz Pourhosseini (persisch پرویز پورحسینی; * 11. September 1941 in Teheran; † 27. November 2020 ebenda) war ein iranischer Schauspieler.

## Leben und Werk
Pourhosseini absolvierte ein Bachelorstudium an der Fakultät der feinen Künste der Universität Teheran. Er schloss sich der Theatergruppe Pasargad an und trat ab Anfang der 1960er Jahre regelmäßig in iranischen Theaterproduktionen auf. Er debütierte bereits 1958 beim iranischen Film und war in seiner Karriere in mehr als 35 Spielfilmen, 70 Fernsehproduktionen und 60 Theaterstücken zu sehen. Im deutschsprachigen Raum wurde er durch die beiden Spielfilme Bashu – Der kleine Fremde und Die fünfte Jahreszeit bekannt.
Pourhosseini starb während der COVID-19-Pandemie in Iran am 27. November 2020 an den Folgen einer SARS-CoV-2-Infektion.

## Filmografie (Auswahl)
- 1989: Bashu – Der kleine Fremde (Bashu, gharibeye koochak)
- 1997: Die fünfte Jahreszeit (Fasl-e panjom)